# Насонов, Валентин Николаевич
Валентин Николаевич Насонов (28 мая 1881 Киев— ?) — подполковник РИА и полковник армии УНР. Георгиевский кавалер.

## Биография
Происходил из купеческого рода Киевской губернии. Окончил Николаевский кадетский корпус (1899), Константиновское артиллерийское училище (1902), вышел подпоручиком в 1-й конно-горной батареи конно-горного пушечного дивизиона (Киев), в составе которого участвовал в Первой мировой войне. Был награжден орденом Святого Владимира IV степени с мечами и повязкой и орденом святого Георгия IV степени (за бой 28 мая 1916). Последнее звание в российской армии — подполковник.
В 1917 г. — командир конной батареи 12-й кавалерийской дивизии, которую 12 декабря 1917 украинизировал. С 29 апреля 1918 — командир Украинской пушечной бригады, формировалась на Киевщине. С 24 июля 1918 служил в 4-м Киевском корпусе Армии Украинской Державы. С 26 февраля 1919 заведующий артиллерийской части штаба Восточного фронта Действующей армии УНР. С 18 февраля 1920 — командир орудийного полка 2-й украинской дивизии, которая формировалась в Бресте. 21 марта 1920 полк был переименован в 6-пушечное бригаду 6-й Сечевой стрелковой дивизии Армии УНР. В 1920—1921 гг. — начальник этой бригады. В эмиграции жил в Польше.
Дальнейшая судьба неизвестна.